# Metaphrixus rastriferis
Metaphrixus rastriferis är en kräftdjursart som beskrevs av Clements Robert Markham1990. Metaphrixus rastriferis ingår i släktet Metaphrixus och familjen Bopyridae. Inga underarter finns listade i Catalogue of Life.